# MSC World America
Die MSC World America ist ein 2025 in Dienst gestelltes Kreuzfahrtschiff der Reederei MSC Cruises. Nach ihrem Schwesterschiff MSC World Europa ist sie die zweite Einheit der World-Klasse.

## Geschichte
Bei der Ablieferung der MSC Meraviglia am 31. Mai 2017 gaben die französische Werft Chantiers de l’Atlantique und MSC Cruises die Bestellung zweier neuer Schiffe, der späteren MSC World Europa und MSC World America, bekannt. Die neue Klasse würde mit etwa 200.000 BRZ vermessen sein und mit Flüssigerdgas (LNG) angetrieben werden können. Der erste Stahlschnitt als formeller Baubeginn erfolgte am 24. Oktober 2022, zu diesem Anlass gab MSC Cruises den Namen des zweiten Schiffes bekannt. Die Kiellegung auf der Werft Chantiers de l’Atlantique in Saint-Nazaire erfolgte am 31. Mai 2023. Im Anschluss an das Aufschwimmen als Stapellauf am 7. April 2024 begann mit dem Innenausbau die letzte Bauphase. Nach der Beendigung der Probefahrten im Atlantischen Ozean wurde das Schiff am 27. März 2025, zeitgleich mit der Kiellegung der MSC World Asia und dem ersten Stahlschnitt für die MSC World Atlantic, an die Reederei abgeliefert.
Die MSC World America wurde am 9. April in Miami von der US-amerikanischen Schauspielerin Drew Barrymore getauft. Dort begann am 12. April die Jungfernfahrt des Schiffes. In der Sommersaison 2025 wird das Schiff in der Karibik eingesetzt.

## Spezifikationen und Ausstattung
Als drittes Schiff der Reederei kann die MSC World America mit Flüssigerdgas (LNG) angetrieben werden. Mit einer Vermessung von 216.638 BRZ zählt sie zu den größten Kreuzfahrtschiffen der Welt, hinter den Schiffen der Icon-Klasse und der Oasis-Klasse. Etwa 2.100 Besatzungsmitglieder kommen auf maximal 6.764 Passagiere.
Das Schiff verfügt über sieben Swimmingpools, ein Theater für Shows, vier Haupt- und zahlreiche weitere Spezialitätenrestaurants, ein Casino, einen Spa- und Wellnessbereich sowie über drei Wasserrutschen auf dem Sonnendeck und eine über elf Decks reichende Trockenrutsche. Der MSC Yacht Club ist wie auf anderen Schiffen der Flotte der exklusive Suitenbereich mit zwei separaten Restaurants und einem Sonnendeck. Die neunzehn Passagierdecks sind, analog zur MSC World Europa, nach Städten in Nord- und Südamerika benannt.